# Georg Obst
Georg Obst (* 25. Februar 1873 in Breslau; † 2. Oktober 1938 in Dresden) war ein bedeutender deutscher Ordinarius für Betriebswirtschaftslehre an der Universität Breslau. Die Auflagenzahlen seiner Veröffentlichungen erreichten bereits zu seinen Lebzeiten eine Höhe, die von keinem anderen zeitgenössischen Betriebswirtschaftler auch nur annähernd erreicht wurde.

## Biographie
Obst nahm nach dem Besuch des Gymnasiums und einer dreijährigen Banklehre in Breslau ab 1899 das Studium der Rechts- und Staatswissenschaften zunächst an der Friedrich-Wilhelms-Universität Berlin auf und setzt es später an der Albert-Ludwigs-Universität Freiburg fort, wo er 1903 mit der Dissertation „Notenbankwesen in den Vereinigten Staaten von Amerika“ zum Dr. rer. pol. promoviert wurde.
Bis zum Mai 1906 war Obst Leiter der Depositenkasse der Dresdner Bank in Berlin, wo er auch die Fachschule für Bankbeamte gründet. Von 1906 bis 1910 war er als Dozent für Bank- und Finanzwesen an der Handelshochschule Berlin tätig.
1910 wird Obst Vorstandsmitglied bei der Mitteldeutschen Privatbank und leitender Direktor deren Leipziger Niederlassung. Seine Lehrtätigkeit setzte er von 1910 bis 1914 als Dozent an der Handelshochschule Leipzig fort. 1915 habilitiert er sich an der Universität Breslau mit dem Titel Die internationalen Zahlungsausgleichungen und erhielt die venia legendi im Fach Betriebswirtschaftslehre. Von 1915 bis 1919 war er Regierungsrat im sächsischen Ministerium des Inneren, wo er mit der Leitung der Landespreisstelle und später auch des sächsischen Kriegswucheramtes betraut wurde.
1919 wurde Obst zum außerordentlichen und 1927 zum ordentlichen Professor für Betriebswirtschaftslehre an der Universität Breslau berufen. Dort war er Direktor des von ihm geschaffenen betriebswirtschaftlichen Instituts. Seit dem Wintersemester 1932/33 war Obst auch Mitglied des Akademischen Senats der Universität Breslau.
Parallel führte Obst den geschäftsführenden Vorsitz der Breslauer Fachhochschulkurse für Wirtschaft und Verwaltung. Ihm lag vor allem die praktische Ausbildung am Herzen und er engagiert sich dabei besonders für die Förderung des Zweiten Bildungsweges. Zur Erweiterung seiner Kenntnisse unternahm Obst zahlreiche Forschungsreisen nach England, Frankreich und in den Orient.
Am 2. Oktober 1938 verstarb Obst nach langem, schwerem Leiden im Dresdner Villenort Blasewitz.

## Veröffentlichungen (Auswahl)
Die Veröffentlichungen von Obst erreichten hohe Auflagen. 1937 erlebte beispielsweise sein Buch Geld-, Bank- und Börsenwesen die 30. Auflage sowie sein Lehrbuch Wechsel und Scheck die 12. Auflage. Nachfolgend eine kleine Auswahl seiner vielen Bücher (Erscheinungsjahr der ersten Auflage in Klammern):
- Geld-, Bank- und Börsenwesen (1906)[2]
- Wechsel und Scheck (1900)
- Wechsel- und Checkkunde
- Kapital-Anlage und Wert-Papiere[3]
- Der Depositen-, Kontokorrent- und Checkverkehr
- Wechsel-ABC
- Theorie und Praxis des Checkverkehrs
- Organisation des Zahlungsverkehrs
- Was muss der Aktionär wissen? (alle 1902 übernommen)
- Das Notenbankwesen in den Vereinigten Staaten von Amerika (1903)
- Das Buch des Kaufmanns (1906)[4]
- Die Fachbildung des Bankbeamten und die Fachkurse des Vereins der Bankbeamten in Berlin (1904)
- Grundzüge der Nationalökonomie (1908)
- Kapitalanlagen und Vermögensverwaltung (1908)
- Kaufmännische Ausbildung des Juristen (1908)
- Volkswirtschaftslehre (1908)
- Scheck, Scheckverkehr, Scheckgesetz (1908)
- Banken und Bankpolitik (1909)[5]
- Das Bankgeschäft (2 Bd., 1909)
- Einführung in die Buchführung (1909)
- Bankgesetz und Münzgesetz (1910)
- Die amerikanische Bankreform vom Jahre 1913 (1914)
- Der Bankberuf (1916)
- Was ist Kriegswucher? (1917)
- Bankbuchhaltung (1925)
- Geschäftsvorfälle. Sonderdruck aus: Bankbuchhaltung (1926)
- Wie studiere ich Betriebswirtschaftslehre? (1926)
- Der Verkehr mit der Bank (1935)

Außerdem war Obst Verfasser vieler hundert Aufsätze in in- und ausländischen Fachzeitschriften und Tageszeitungen.
Obst war ab 1908 Mitbegründer und Herausgeber der „Zeitschrift für Handelswissenschaft und Handelspraxis“ (erschienen 1.1908 bis 22.1929), der heutigen Zeitschrift „Die Betriebswirtschaft“ (erschienen 23.1930 bis 36.1943,3, sowie ab 37.1977 bis heute), der Zeitschrift „Archiv der Fortschritte betriebswirtschaftlicher Forschung und Lehre“ (erschienen Januar 1924 bis April 1927), die 1927 in der „Zeitschrift für Handelswissenschaft und Handelspraxis“ aufgegangen war. Außerdem war er Herausgeber der Reihe „Bankwissenschaftliche Forschungen“ (erschienen 1.1925 bis 7.1932).